# Sojuz TMA-15
Sojuz TMA-15 – misja Sojuza TMA, który wyniósł na Międzynarodową Stację Kosmiczną 20 stałą załogę stacji. TMA-15 był 102 lotem  programu kosmicznego Sojuz (od Sojuza 1 w 1967 r). Był zadokowany do ISS podczas trwania Ekspedycji 20 i Ekspedycji 21 jako pojazd ewakuacyjny.

## Załoga
- Roman Romanienko (1), dowódca (Rosja)
- Frank De Winne (2), inżynier pokładowy 1 (Belgia)
- Robert Thirsk (2), inżynier pokładowy 2 (Kanada)

Pomyślnie wyniesiony przez rakietę Sojuz-FG z kosmodromu Bajkonur w Kazachstanie. Start nastąpił o 10:34 UTC dnia 27 maja 2009.
Do Międzynarodowej Stacji Kosmicznej pojazd Sojuz TMA-15 przycumował 29 maja 2009 o 12:34 czasu uniwersalnego (UTC).